# دوروثي كانينج ميلر
دوروثي كانينج ميلر (بالإنجليزية: Dorothy Canning Miller)‏ هي أمينة متحف أمريكية، ولدت في 6 فبراير 1904 في ماساتشوستس في الولايات المتحدة، وتوفيت في 11 يوليو 2003 في غرينتش فيليج في الولايات المتحدة.